# Кугубаев, Сергей Вячеславович
Сергей Вячеславович Кугубаев (2 октября 1988, Йошкар-Ола) — российский биатлонист, двукратный призёр чемпионата России, чемпион Европы среди юниоров (2009), чемпион мира по летнему биатлону среди юниоров (2009).

## Биография
Родился в Йошкар-Оле, где учились его родители. В двухлетнем возрасте с семьёй переехал в село Калтасы в Башкортостане. В детстве занимался лыжными гонками, а с 13 лет — биатлоном в Калтасинской ДЮСШ. Тренировался под руководством своего отца В. И. Кугубаева и В. Никитина, а в молодёжной сборной — А. В. Касперовича. На внутренних соревнованиях представлял Башкортостан и спортивное общество «Динамо».
Неоднократно был призёром юношеских первенств России по лыжным гонкам и биатлону.
На юниорском чемпионате мира 2009 года в Канморе занял 29-е место в спринте и 20-е — в гонке преследования. В том же году на юниорском чемпионате Европы в Уфе стал 10-м в спринте, пятым — в пасьюте и завоевал золото в эстафете в составе сборной России вместе с Назиром Рабадановым, Тимофеем Лапшиным и Алексеем Волковым.
В 2009 году на чемпионате мира по летнему биатлону среди юниоров в Оберхофе завоевал золотые медали в смешанной эстафете в составе российской команды вместе с Анастасией Загоруйко, Анастасией Калиной и Павлом Магазеевым. В личных видах занял восьмое место в спринте и 11-е — в гонке преследования.
На взрослом уровне провёл только один сезон. На чемпионате России стал двукратным серебряным призёром в 2010 году в командной гонке и в эстафете в составе команды Башкортостана.
В 2010 году завершил спортивную карьеру.

## Личная жизнь
Отец, Вячеслав Имасевич Кугубаев, был тренером Сергея, в дальнейшем работал председателем комитета по физической культуре, спорту и туризму Администрации муниципального района «Калтасинский район». Младший брат Андрей (род. 1995) также занимается биатлоном.